# Светско првенство у кошарци за жене 2014.
17. Светско првенство у кошарци за жене је одржано од 27. септембра. до 5. октобра 2014. године у Турској. Првенство су организовали Међународни кошаркашки савез (ФИБА), Кошаркашки савез Турске. На овом првенству су уводене иновације, померена је линија за 3 поена (са 6,5 метара на 6,75).
Титулу је освојила САД победом над Шпанијом резултатом 77-64.

## Градови домаћини
| Град     | Дворана           | Капацитет дворане |
| -------- | ----------------- | ----------------- |
| Истанбул | Улкер спорт арена | 13.000            |
| Истанбул | Абди Ипекчи арена | 11.000            |
| Анкара   | Анкара арена      | 10.400            |

## Квалификације
Турска се директно квалификовала као домаћин, а директан пласман су обезбедиле и САД освојивши златну медаљу на Олимпијским играма 2012. у Лондону. 
Већина осталих тимова је обезбедила учешће преко континенталних квалификационих турнира (две из Африке, три из Азије, једна из Океаније, три из Америке и пет из Европе). 

### Репрезентације које су се квалификовале
На Светском првенству за жене 2014. учествује укупно 16 земаља а то су:
| Домаћин - Турска · Олимпијски победник - Сједињене Државе · Америка - Куба - Канада - Бразил | Африка - Ангола - Мозамбик · Азија - Јапан - Кина - Јужна Кореја · Океанија - Аустралија | Европа - Француска - Шпанија - Белорусија - Чешка - Србија |

## Жреб
Жреб је одржан 15. марта 2014. 16 тимова је жребом подељено у четири групе од по четири тима у свакој. 
| Шешир 1                                             | Шешир 2                              | Шешир 3                       | Шешир 4                                  |
| --------------------------------------------------- | ------------------------------------ | ----------------------------- | ---------------------------------------- |
| Аустралија · Француска · Шпанија · Сједињене Државе | Белорусија · Чешка · Србија · Турска | Бразил · Канада · Кина · Куба | Ангола · Јапан · Јужна Кореја · Мозамбик |

## Групна фаза
| Група А                          | Група Б                                | Група Ц                                       | Група Д                                   |
| -------------------------------- | -------------------------------------- | --------------------------------------------- | ----------------------------------------- |
| Шпанија · Чешка · Бразил · Јапан | Француска · Турска · Канада · Мозамбик | Аустралија · Белорусија · Куба · Јужна Кореја | Сједињене Државе · Србија · Кина · Ангола |

|  | Квалификован за четвртфинале        |
|  | Квалификације за елиминациону рунду |

### Група А (Aнкара)
| 27. септембар 2014. 15:15 | Извештај | Јапан                                                              | 50 : 74 | Шпанија                   | Анкара арена, Анкара Гледаоци: 800 Судије: Јакуб Замојски , Тони Калдвел , Јасмина Јурас |  |
| 27. септембар 2014. 15:15 | Извештај | Четвртине: 13–21, 15–21, 4–24, 18–8                                |         |                           | Анкара арена, Анкара Гледаоци: 800 Судије: Јакуб Замојски , Тони Калдвел , Јасмина Јурас |  |
| 27. септембар 2014. 15:15 | Извештај | Поени: Токашики 19 Скокови: Токашики 7 Асистенције: две играчице 4 |         | Литл 19 Литл 12 Ксаргај 6 | Анкара арена, Анкара Гледаоци: 800 Судије: Јакуб Замојски , Тони Калдвел , Јасмина Јурас |  |

| 27. септембар 2014. 20:15 | Извештај | Бразил                                                              | 55 : 68 | Чешка                             | Анкара арена, Анкара Гледаоци: 3.200 Судије: Роберто Кјари , Ким Бо-Ху , Роберто Оливерос |  |
| 27. септембар 2014. 20:15 | Извештај | Четвртине: 7–17, 13–10, 16–23, 19–18                                |         |                                   | Анкара арена, Анкара Гледаоци: 3.200 Судије: Роберто Кјари , Ким Бо-Ху , Роберто Оливерос |  |
| 27. септембар 2014. 20:15 | Извештај | Поени: дос Сантос 10 Скокови: две играчице 10 Асистенције: Пексао 3 |         | Ханушова 15 Весела 11 Бартонова 8 | Анкара арена, Анкара Гледаоци: 3.200 Судије: Роберто Кјари , Ким Бо-Ху , Роберто Оливерос |  |

| 28. септембар 2014. 15:15 | Извештај | Чешка                                                              | 71 : 57 | Јапан                         | Анкара арена, Анкара Гледаоци: 900 Судије: Фернандо Сампјетро , Бабкар Гуај , Ана Пантер |  |
| 28. септембар 2014. 15:15 | Извештај | Четвртине: 18–16, 15–22, 20–13, 18–6                               |         |                               | Анкара арена, Анкара Гледаоци: 900 Судије: Фернандо Сампјетро , Бабкар Гуај , Ана Пантер |  |
| 28. септембар 2014. 15:15 | Извештај | Поени: Куличова 19 Скокови: Куличова 9 Асистенције: две играчице 4 |         | Мијамото 16 Такада 7 Мамија 4 | Анкара арена, Анкара Гледаоци: 900 Судије: Фернандо Сампјетро , Бабкар Гуај , Ана Пантер |  |

| 28. септембар 2014. 20:15 | Извештај | Шпанија                                                     | 83 : 56 | Бразил                          | Анкара арена, Анкара Гледаоци: 1.500 Судије: Ејми Бонер , Томас Јасивичијус , Ванг Зебо |  |
| 28. септембар 2014. 20:15 | Извештај | Четвртине: 12-13, 29-13, 20-14, 22-16                       |         |                                 | Анкара арена, Анкара Гледаоци: 1.500 Судије: Ејми Бонер , Томас Јасивичијус , Ванг Зебо |  |
| 28. септембар 2014. 20:15 | Извештај | Поени: две играчице 15 Скокови: Литл 13 Асистенције: Литл 5 |         | Соуза 12 Соуза 7 две играчице 4 | Анкара арена, Анкара Гледаоци: 1.500 Судије: Ејми Бонер , Томас Јасивичијус , Ванг Зебо |  |

| 30. септембар 2014. 13:00 | Извештај | Бразил                                                    | 79 : 56 | Јапан                        | Анкара арена, Анкара Гледаоци: 500 Судије: Јакуб Замојски , Тони Калдвел , Роберто Оливерос |  |
| 30. септембар 2014. 13:00 | Извештај | Четвртине: 22-11, 19-20, 19-14, 19-11                     |         |                              | Анкара арена, Анкара Гледаоци: 500 Судије: Јакуб Замојски , Тони Калдвел , Роберто Оливерос |  |
| 30. септембар 2014. 13:00 | Извештај | Поени: Тексеира 27 Скокови: Соуза 11 Асистенције: Пинто 6 |         | Мамија 13 Такада 9 Кудекен 4 | Анкара арена, Анкара Гледаоци: 500 Судије: Јакуб Замојски , Тони Калдвел , Роберто Оливерос |  |

| 30. септембар 2014. 15:15 | Извештај | Шпанија                                                     | 67 : 43 | Чешка                              | Анкара арена, Анкара Гледаоци: 600 Судије: Ванг Зебо , Роберто Кјари , Јасмина Јурас |  |
| 30. септембар 2014. 15:15 | Извештај | Четвртине: 14-9, 20-12, 14-13, 19-9                         |         |                                    | Анкара арена, Анкара Гледаоци: 600 Судије: Ванг Зебо , Роберто Кјари , Јасмина Јурас |  |
| 30. септембар 2014. 15:15 | Извештај | Поени: Литл 17 Скокови: Литл 14 Асистенције: две играчице 4 |         | Бартонова 8 Куличова 9 Бартонова 4 | Анкара арена, Анкара Гледаоци: 600 Судије: Ванг Зебо , Роберто Кјари , Јасмина Јурас |  |

| Табела групе А | ИГ | Д | И | П+  | П-  | Разл. | Бод. |
| -------------- | -- | - | - | --- | --- | ----- | ---- |
| Шпанија        | 3  | 3 | 0 | 224 | 149 | +75   | 6    |
| Чешка          | 3  | 2 | 1 | 182 | 179 | +3    | 5    |
| Бразил         | 3  | 1 | 2 | 190 | 207 | -17   | 4    |
| Јапан          | 3  | 0 | 3 | 163 | 224 | -61   | 3    |

### Група Б (Aнкара)
| 27. септембар 2014. 13:00 | Извештај | Мозамбик                                                   | 54 : 69 | Канада                                        | Анкара арена, Анкара Гледаоци: 700 Судије: Бабкар Гуај , Ана Пантер , Ванг Зебо |  |
| 27. септембар 2014. 13:00 | Извештај | Четвртине: 18–22, 14–13, 10–18, 12–16                      |         |                                               | Анкара арена, Анкара Гледаоци: 700 Судије: Бабкар Гуај , Ана Пантер , Ванг Зебо |  |
| 27. септембар 2014. 13:00 | Извештај | Поени: Мујанга 14 Скокови: Донге 10 Асистенције: Нгулела 6 |         | три играчице 11 две играчице 7 три играчице 4 | Анкара арена, Анкара Гледаоци: 700 Судије: Бабкар Гуај , Ана Пантер , Ванг Зебо |  |

| 27. септембар 2014. 18:00 | Извештај | Турска                                                           | 50 : 48 | Француска                  | Анкара арена, Анкара Гледаоци: 10.000 Судије: Ејми Бонер , Томас Јасивичијус , Фернандо Сампјетро |  |
| 27. септембар 2014. 18:00 | Извештај | Четвртине: 14–15, 3–12, 21–10, 12–11                             |         |                            | Анкара арена, Анкара Гледаоци: 10.000 Судије: Ејми Бонер , Томас Јасивичијус , Фернандо Сампјетро |  |
| 27. септембар 2014. 18:00 | Извештај | Поени: Сандерс 13 Скокови: Сандерс 7 Асистенције: три играчице 3 |         | Груда 11 Груда 13 Думерк 5 | Анкара арена, Анкара Гледаоци: 10.000 Судије: Ејми Бонер , Томас Јасивичијус , Фернандо Сампјетро |  |

| 28. септембар 2014. 13:00 | Извештај | Француска                                                    | 89 : 45 | Мозамбик                    | Анкара арена, Анкара Гледаоци: 500 Судије: Јасмина Јурас , Ким Бо-Ху , Јакуб Замојски |  |
| 28. септембар 2014. 13:00 | Извештај | Четвртине: 20–13, 27–8, 24–10, 18–14                         |         |                             | Анкара арена, Анкара Гледаоци: 500 Судије: Јасмина Јурас , Ким Бо-Ху , Јакуб Замојски |  |
| 28. септембар 2014. 13:00 | Извештај | Поени: Груда 19 Скокови: Груда 7 Асистенције: две играчице 6 |         | Донге 18 Донге 11 Нгулела 6 | Анкара арена, Анкара Гледаоци: 500 Судије: Јасмина Јурас , Ким Бо-Ху , Јакуб Замојски |  |

| 28. септембар 2014. 18:00 | Извештај | Канада                                                             | 44 : 55 | Турска                             | Анкара арена, Анкара Гледаоци: 10.000 Судије: Роберто Кјари , Тони Калдвел , Роберто Оливерос |  |
| 28. септембар 2014. 18:00 | Извештај | Четвртине: 17-17, 5-7, 9-7, 13-25                                  |         |                                    | Анкара арена, Анкара Гледаоци: 10.000 Судије: Роберто Кјари , Тони Калдвел , Роберто Оливерос |  |
| 28. септембар 2014. 18:00 | Извештај | Поени: две играчице 9 Скокови: три играчице 5 Асистенције: Гочер 2 |         | Сандерс 18 две играчице 6 Вардарли | Анкара арена, Анкара Гледаоци: 10.000 Судије: Роберто Кјари , Тони Калдвел , Роберто Оливерос |  |

| 30. септембар 2014. 18:00 | Извештај | Мозамбик                                              | 54 : 64 | Турска                         | Анкара арена, Анкара Гледаоци: 9.600 Судије: Бабкар Гуај , Ејми Бонер , Томас Јасивичијус |  |
| 30. септембар 2014. 18:00 | Извештај | Четвртине: 12-18, 11-18, 15-19, 16-9                  |         |                                | Анкара арена, Анкара Гледаоци: 9.600 Судије: Бабкар Гуај , Ејми Бонер , Томас Јасивичијус |  |
| 30. септембар 2014. 18:00 | Извештај | Поени: Донге 17 Скокови: Донге 14 Асистенције: Коса 6 |         | Ивегин 13 Чаглар 9 Палазоглу 4 | Анкара арена, Анкара Гледаоци: 9.600 Судије: Бабкар Гуај , Ејми Бонер , Томас Јасивичијус |  |

| 30. септембар 2014. 20:15 | Извештај | Француска                                                           | 63 : 59 | Канада                         | Анкара арена, Анкара Гледаоци: 1.800 Судије: Ким Бо-Ху , Фернандо Сампјетро , Ана Пантер |  |
| 30. септембар 2014. 20:15 | Извештај | Четвртине: 15-17, 16-13, 16-13, 16-16                               |         |                                | Анкара арена, Анкара Гледаоци: 1.800 Судије: Ким Бо-Ху , Фернандо Сампјетро , Ана Пантер |  |
| 30. септембар 2014. 20:15 | Извештај | Поени: Груда 13 Скокови: три играчице 6 Асистенције: две играчице 3 |         | Татам 11 М. Плофи 5 Ланголис 5 | Анкара арена, Анкара Гледаоци: 1.800 Судије: Ким Бо-Ху , Фернандо Сампјетро , Ана Пантер |  |

| Табела групе Б | ИГ | Д | И | П+  | П-  | Разл. | Бод. |
| -------------- | -- | - | - | --- | --- | ----- | ---- |
| Турска         | 3  | 3 | 0 | 169 | 146 | +23   | 6    |
| Француска      | 3  | 2 | 1 | 200 | 154 | +46   | 5    |
| Канада         | 3  | 1 | 2 | 172 | 172 | 0     | 4    |
| Мозамбик       | 3  | 0 | 3 | 153 | 222 | -69   | 3    |

### Група Ц (Истанбул)
| 27. септембар 2014. 13:15 | Извештај | Куба                                                             | 57 : 90 | Аустралија                       | Абди Ипекчи арена, Истанбул Гледаоци: 675 Судије: Елена Чернова , Хозе Фернандез , Роберт Виклицки |  |
| 27. септембар 2014. 13:15 | Извештај | Четвртине: 6–23, 25–22, 7–23, 19–22                              |         |                                  | Абди Ипекчи арена, Истанбул Гледаоци: 675 Судије: Елена Чернова , Хозе Фернандез , Роберт Виклицки |  |
| 27. септембар 2014. 13:15 | Извештај | Поени: Амарго 19 Скокови: две играчице 7 Асистенције: Казанова 3 |         | Тејлор 20 две играчице 6 Мичел 8 | Абди Ипекчи арена, Истанбул Гледаоци: 675 Судије: Елена Чернова , Хозе Фернандез , Роберт Виклицки |  |

| 27. септембар 2014. 15:30 | Извештај | Јужна Кореја                                                         | 64 : 70 | Белорусија                        | Абди Ипекчи арена, Истанбул Гледаоци: 750 Судије: Карен Лазик , Снехал Бендке , Адријан Нуњез |  |
| 27. септембар 2014. 15:30 | Извештај | Четвртине: 23–11, 7–21, 15–23, 19–15                                 |         |                                   | Абди Ипекчи арена, Истанбул Гледаоци: 750 Судије: Карен Лазик , Снехал Бендке , Адријан Нуњез |  |
| 27. септембар 2014. 15:30 | Извештај | Поени: Парк Ји-Су 15 Скокови: Ли Сонг-Ах 8 Асистенције: Ли Сонг-Ах 7 |         | Сницина 17 Леучанка 11 Леучанка 6 | Абди Ипекчи арена, Истанбул Гледаоци: 750 Судије: Карен Лазик , Снехал Бендке , Адријан Нуњез |  |

| 28. септембар 2014. 13:15 | Извештај | Аустралија                                                   | 87 : 54 | Јужна Кореја                              | Абди Ипекчи арена, Истанбул Гледаоци: 450 Судије: Карол Делон , Абделазис Абази , Озлем Јалман |  |
| 28. септембар 2014. 13:15 | Извештај | Четвртине: 25–9, 20–13, 21–15, 21–17                         |         |                                           | Абди Ипекчи арена, Истанбул Гледаоци: 450 Судије: Карол Делон , Абделазис Абази , Озлем Јалман |  |
| 28. септембар 2014. 13:15 | Извештај | Поени: Хоџс 14 Скокови: две играчице 6 Асистенције: Филипс 7 |         | Ким Јон-Јо 17 Ли Сонг-Ах 8 две играчице 3 | Абди Ипекчи арена, Истанбул Гледаоци: 450 Судије: Карол Делон , Абделазис Абази , Озлем Јалман |  |

| 28. септембар 2014. 18:15 | Извештај | Белорусија                                                   | 70 : 69 | Куба                              | Абди Ипекчи арена, Истанбул Гледаоци: 470 Судије: Рено Гелер , Антонио Конде , Гиљерме Локатели |  |
| 28. септембар 2014. 18:15 | Извештај | Четвртине: 15-22, 20-15, 15-19, 20-13                        |         |                                   | Абди Ипекчи арена, Истанбул Гледаоци: 470 Судије: Рено Гелер , Антонио Конде , Гиљерме Локатели |  |
| 28. септембар 2014. 18:15 | Извештај | Поени: Леучанка 20 Скокови: Леучанка 18 Асистенције: Дрозд 4 |         | Окуендо 19 Окуендо 10 Казанова 10 | Абди Ипекчи арена, Истанбул Гледаоци: 470 Судије: Рено Гелер , Антонио Конде , Гиљерме Локатели |  |

| 30. септембар 2014. 15:30 | Извештај | Аустралија                                             | 87 : 45 | Белорусија                             | Абди Ипекчи арена, Истанбул Гледаоци: 250 Судије: Карен Лазик , Абделазис Абази , Адријан Нуњез |  |
| 30. септембар 2014. 15:30 | Извештај | Четвртине: 24-13, 22-8, 19-11, 22-13                   |         |                                        | Абди Ипекчи арена, Истанбул Гледаоци: 250 Судије: Карен Лазик , Абделазис Абази , Адријан Нуњез |  |
| 30. септембар 2014. 15:30 | Извештај | Поени: Џари 7 Скокови: Френсис 8 Асистенције: Филипс 7 |         | Леучанка 12 Леучанка 10 три играчице 2 | Абди Ипекчи арена, Истанбул Гледаоци: 250 Судије: Карен Лазик , Абделазис Абази , Адријан Нуњез |  |

| 30. септембар 2014. 18:15 | Извештај | Јужна Кореја                                                           | 57 : 73 | Куба                        | Абди Ипекчи арена, Истанбул Гледаоци: 250 Судије: Елена Чернова , Карол Делон , Роберт Виклицки |  |
| 30. септембар 2014. 18:15 | Извештај | Четвртине: 15-18, 13-16, 18-23, 11-16                                  |         |                             | Абди Ипекчи арена, Истанбул Гледаоци: 250 Судије: Елена Чернова , Карол Делон , Роберт Виклицки |  |
| 30. септембар 2014. 18:15 | Извештај | Поени: Парк Ји-Су 16 Скокови: Ким Со-Јон 8 Асистенције: две играчице 2 |         | Сепеда 16 Сепеда 17 Гелис 5 | Абди Ипекчи арена, Истанбул Гледаоци: 250 Судије: Елена Чернова , Карол Делон , Роберт Виклицки |  |

| Табела групе Ц | ИГ | Д | И | П+  | П-  | Разл. | Бод. |
| -------------- | -- | - | - | --- | --- | ----- | ---- |
| Аустралија     | 3  | 3 | 0 | 264 | 156 | +108  | 6    |
| Белорусија     | 3  | 2 | 1 | 185 | 220 | -35   | 5    |
| Куба           | 3  | 1 | 2 | 199 | 217 | -18   | 4    |
| Јужна Кореја   | 3  | 0 | 3 | 175 | 230 | -55   | 3    |

### Група Д (Истанбул)
| 27. септембар 2014. 18:15 | Извештај | Србија                                                             | 102 : 42 | Ангола                                       | Абди Ипекчи арена, Истанбул Гледаоци: 650 Судије: Антонио Конде , Карол Делон , Абделазис Абази |  |
| 27. септембар 2014. 18:15 | Извештај | Четвртине: 22–10, 24–8, 27–18, 29–6                                |          |                                              | Абди Ипекчи арена, Истанбул Гледаоци: 650 Судије: Антонио Конде , Карол Делон , Абделазис Абази |  |
| 27. септембар 2014. 18:15 | Извештај | Поени: Миловановић 16 Скокови: Радочај 6 Асистенције: А. Дабовић 6 |          | две играчице 9 две играчице 5 две играчице 2 | Абди Ипекчи арена, Истанбул Гледаоци: 650 Судије: Антонио Конде , Карол Делон , Абделазис Абази |  |

| 27. септембар 2014. 20:30 | Извештај | Кина                                                                       | 56 : 87 | Сједињене Државе                           | Абди Ипекчи арена, Истанбул Гледаоци: 1.100 Судије: Рено Гелер , Гиљерме Локатели , Озлем Јалман |  |
| 27. септембар 2014. 20:30 | Извештај | Четвртине: 13–20, 19–19, 8–21, 16–27                                       |         |                                            | Абди Ипекчи арена, Истанбул Гледаоци: 1.100 Судије: Рено Гелер , Гиљерме Локатели , Озлем Јалман |  |
| 27. септембар 2014. 20:30 | Извештај | Поени: две играчице 10 Скокови: две играчице 6 Асистенције: две играчице 2 |         | две играчице 15 Чарлс 15 четири играчице 3 | Абди Ипекчи арена, Истанбул Гледаоци: 1.100 Судије: Рено Гелер , Гиљерме Локатели , Озлем Јалман |  |

| 28. септембар 2014. 15:30 | Извештај | Ангола                                                        | 39 : 65 | Кина                                       | Абди Ипекчи арена, Истанбул Гледаоци: 420 Судије: Карен Лазик , Адријан Нуњез , Елена Чернова |  |
| 28. септембар 2014. 15:30 | Извештај | Четвртине: 10–15, 5–15, 12–22, 12–13                          |         |                                            | Абди Ипекчи арена, Истанбул Гледаоци: 420 Судије: Карен Лазик , Адријан Нуњез , Елена Чернова |  |
| 28. септембар 2014. 15:30 | Извештај | Поени: Маурисио 18 Скокови: Гвадалупе 7 Асистенције: Филипе 2 |         | Шао Тинг 14 две играчице 6 Ченг Ксаођија 6 | Абди Ипекчи арена, Истанбул Гледаоци: 420 Судије: Карен Лазик , Адријан Нуњез , Елена Чернова |  |

| 28. септембар 2014. 20:30 | Извештај | Сједињене Државе                                     | 94 : 74 | Србија                                               | Абди Ипекчи арена, Истанбул Гледаоци: 700 Судије: Хозе Фернандез , Роберт Виклицки , Снехал Бендке |  |
| 28. септембар 2014. 20:30 | Извештај | Четвртине: 17-21, 32-21, 21-22, 24-10                |         |                                                      | Абди Ипекчи арена, Истанбул Гледаоци: 700 Судије: Хозе Фернандез , Роберт Виклицки , Снехал Бендке |  |
| 28. септембар 2014. 20:30 | Извештај | Поени: Таурази 20 Скокови: Мур 12 Асистенције: Мур 6 |         | А. Дабовић 24 Миловановић 9 А. Дабовић, М. Дабовић 3 | Абди Ипекчи арена, Истанбул Гледаоци: 700 Судије: Хозе Фернандез , Роберт Виклицки , Снехал Бендке |  |

| 30. септембар 2014. 13:15 | Извештај | Србија                                                     | 65 : 63 | Кина                              | Абди Ипекчи арена, Истанбул Гледаоци: 200 Судије: Антонио Конде , Хозе Фернандез , Гиљерме Локатели |  |
| 30. септембар 2014. 13:15 | Извештај | Четвртине: 25-22, 16-12, 8-17, 16-12                       |         |                                   | Абди Ипекчи арена, Истанбул Гледаоци: 200 Судије: Антонио Конде , Хозе Фернандез , Гиљерме Локатели |  |
| 30. септембар 2014. 13:15 | Извештај | Поени: Радочај 19 Скокови: Крњић 7 Асистенције: Бутулија 3 |         | Вен Лу 20 две играчице 8 Вен Лу 4 | Абди Ипекчи арена, Истанбул Гледаоци: 200 Судије: Антонио Конде , Хозе Фернандез , Гиљерме Локатели |  |

| 30. септембар 2014. 20:30 | Извештај | Сједињене Државе                                             | 119 : 44 | Ангола                               | Абди Ипекчи арена, Истанбул Гледаоци: 400 Судије: Рено Гелер , Снехал Бендке , Озлем Јалман |  |
| 30. септембар 2014. 20:30 | Извештај | Четвртине: 33-11, 28-14, 31-6, 27-13                         |          |                                      | Абди Ипекчи арена, Истанбул Гледаоци: 400 Судије: Рено Гелер , Снехал Бендке , Озлем Јалман |  |
| 30. септембар 2014. 20:30 | Извештај | Поени: Огвумике 18 Скокови: Огвумике 10 Асистенције: Велен 6 |          | Мануел 11 Мануел 4 четири играчице 1 | Абди Ипекчи арена, Истанбул Гледаоци: 400 Судије: Рено Гелер , Снехал Бендке , Озлем Јалман |  |

| Табела групе Д   | ИГ | Д | И | П+  | П-  | Разл. | Бод. |
| ---------------- | -- | - | - | --- | --- | ----- | ---- |
| Сједињене Државе | 3  | 3 | 0 | 300 | 174 | +126  | 6    |
| Србија           | 3  | 2 | 1 | 241 | 199 | +42   | 5    |
| Кина             | 3  | 1 | 2 | 184 | 191 | -7    | 4    |
| Ангола           | 3  | 0 | 3 | 125 | 286 | -161  | 3    |

## Елиминациона фаза
|  | Елиминациона рунда | Елиминациона рунда |                  |                  | Четвртфинале    | Четвртфинале    |                 |                 | Полуфинале     | Полуфинале |  |  | Финале | Финале |
|  |                    |                    |                  |                  |                 |                 |                 |                 |                |            |  |  |        |        |
|  |                    |                    |                  |                  | 3. октобар 2014 |                 |                 |                 |                |            |  |  |        |        |
|  | 1. октобар 2014    |                    |                  |                  |                 |                 |                 |                 |                |            |  |  |        |        |
|  | Шпанија            | 71                 |                  |                  |                 |                 |                 |                 |                |            |  |  |        |        |
|  | Шпанија            | 71                 | Белорусија       | 67               | 4. октобар 2014 | 4. октобар 2014 |                 |                 |                |            |  |  |        |        |
|  |                    | Кина               | Белорусија       | 67               | 4. октобар 2014 | 4. октобар 2014 | 55              |                 |                |            |  |  |        |        |
|  | Кина               | Кина               | 72               |                  | Шпанија         | 66              | 55              |                 |                |            |  |  |        |        |
|  | Кина               | 3. октобар 2014    | 72               |                  | Шпанија         | 66              |                 |                 |                |            |  |  |        |        |
|  | 1. октобар 2014    | 1. октобар 2014    |                  | Турска           | 56              |                 |                 |                 |                |            |  |  |        |        |
|  | 1. октобар 2014    | 1. октобар 2014    | Турска           | Турска           | 56              | 62              |                 |                 |                |            |  |  |        |        |
|  | Србија             | 86                 | Турска           |                  |                 | 62              | 5. октобар 2014 | 5. октобар 2014 |                |            |  |  |        |        |
|  | Србија             | 86                 |                  | Србија           | 61              |                 | 5. октобар 2014 | 5. октобар 2014 |                |            |  |  |        |        |
|  | Куба               | 79                 |                  | Србија           | 61              | Шпанија         | 64              |                 |                |            |  |  |        |        |
|  | Куба               | 79                 | 3. октобар 2014  |                  |                 | Шпанија         | 64              |                 |                |            |  |  |        |        |
|  | 1. октобар 2014    | 1. октобар 2014    |                  | Сједињене Државе | 77              |                 |                 |                 |                |            |  |  |        |        |
|  | 1. октобар 2014    | 1. октобар 2014    | Аустралија       | Сједињене Државе | 77              | 63              |                 |                 |                |            |  |  |        |        |
|  | Чешка              | 71                 | Аустралија       | 4. октобар 2014  | 4. октобар 2014 | 63              |                 |                 |                |            |  |  |        |        |
|  | Чешка              | 71                 |                  | 4. октобар 2014  | 4. октобар 2014 | Канада          | 52              |                 |                |            |  |  |        |        |
|  | Канада             | 91                 |                  | Аустралија       | 70              | Канада          | 52              | за треће место  | за треће место |            |  |  |        |        |
|  | Канада             | 91                 | 3. октобар 2014  | Аустралија       | 70              |                 |                 | за треће место  | за треће место |            |  |  |        |        |
|  | 1. октобар 2014    | 1. октобар 2014    |                  | Сједињене Државе | 82              |                 | 5. октобар 2014 | 5. октобар 2014 |                |            |  |  |        |        |
|  | 1. октобар 2014    | 1. октобар 2014    | Сједињене Државе | Сједињене Државе | 82              | 94              | 5. октобар 2014 | 5. октобар 2014 |                |            |  |  |        |        |
|  | Француска          | 61                 | Сједињене Државе |                  |                 | 94              | Турска          | 44              |                |            |  |  |        |        |
|  | Француска          | 61                 |                  | Француска        | 72              |                 | Турска          | 44              |                |            |  |  |        |        |
|  | Бразил             | 48                 |                  | Француска        | 72              | Аустралија      | 74              |                 |                |            |  |  |        |        |
|  | Бразил             | 48                 |                  |                  |                 | Аустралија      | 74              |                 |                |            |  |  |        |        |

Пласман од 5. до 8. места
|  | Полуфинале од 5. до 8. места | Полуфинале од 5. до 8. места |                 |    | Меч за 5. место | Меч за 5. место |
|  |                              |                              |                 |    |                 |                 |
|  | 4. октобар 2014              |                              |                 |    |                 |                 |
|  |                              |                              |                 |    |                 |                 |
|  | Кина                         | 85                           |                 |    |                 |                 |
|  | Кина                         | 85                           | 5. октобар 2014 |    |                 |                 |
|  | Србија                       | 69                           |                 |    |                 |                 |
|  | Србија                       | 69                           | Кина            | 53 |                 |                 |
|  | 4. октобар 2014              |                              | Кина            | 53 |                 |                 |
|  |                              | Канада                       | 61              |    |                 |                 |
|  | Канада                       | Канада                       | 61              | 55 |                 |                 |
|  | Канада                       |                              |                 | 55 |                 |                 |
|  | Француска                    | 40                           |                 |    |                 |                 |
|  | Француска                    | 40                           | Меч за 7. место |    |                 |                 |
|  |                              |                              |                 |    |                 |                 |
|  | 5. октобар 2014              |                              |                 |    |                 |                 |
|  |                              |                              |                 |    |                 |                 |
|  | Србија                       | 74                           |                 |    |                 |                 |
|  | Србија                       | 74                           |                 |    |                 |                 |
|  | Француска                    | 88                           |                 |    |                 |                 |

### Елиминациона рунда
| 1. октобар 2014 15:15 | Извештај | Чешка                                                         | 71 : 91 | Канада                             | Анкара арена, Анкара Гледаоци: 450 Судије: Ејми Бонер , Јакуб Замојски , Ванг Зебо |  |
| 1. октобар 2014 15:15 | Извештај | Четвртине: 13-22, 19-22, 23-21, 16-26                         |         |                                    | Анкара арена, Анкара Гледаоци: 450 Судије: Ејми Бонер , Јакуб Замојски , Ванг Зебо |  |
| 1. октобар 2014 15:15 | Извештај | Поени: Витечкова 17 Скокови: Весела 5 Асистенције: Елхотова 4 |         | Гочер 17 две играчице 7 М. Плофи 3 | Анкара арена, Анкара Гледаоци: 450 Судије: Ејми Бонер , Јакуб Замојски , Ванг Зебо |  |

| 1. октобар 2014 18:15 | Извештај | Белорусија                                                        | 67 : 72 | Кина                                 | Абди Ипекчи Арена, Истанбул Гледаоци: 300 Судије: Роберт Виклицки , Снехал Бендке , Карол Делон |  |
| 1. октобар 2014 18:15 | Извештај | Четвртине: 20-19, 23-13, 17-15, 7-25                              |         |                                      | Абди Ипекчи Арена, Истанбул Гледаоци: 300 Судије: Роберт Виклицки , Снехал Бендке , Карол Делон |  |
| 1. октобар 2014 18:15 | Извештај | Поени: Лихтарович 20 Скокови: Леучанка 13 Асистенције: Леучанка 9 |         | Шао Тинг 23 Вен Лу 8 шест играчица 2 | Абди Ипекчи Арена, Истанбул Гледаоци: 300 Судије: Роберт Виклицки , Снехал Бендке , Карол Делон |  |

| 1. октобар 2014 18:00 | Извештај | Француска                                              | 61 : 48 | Бразил                   | Анкара арена, Анкара Гледаоци: 450 Судије: Јасмина Јурас , Тони Калдвел , Роберто Кјари |  |
| 1. октобар 2014 18:00 | Извештај | Четвртине: 12-10, 14-5, 19-15, 16-18                   |         |                          | Анкара арена, Анкара Гледаоци: 450 Судије: Јасмина Јурас , Тони Калдвел , Роберто Кјари |  |
| 1. октобар 2014 18:00 | Извештај | Поени: Груда 17 Скокови: Груда 8 Асистенције: Думерк 9 |         | Соуза 11 Пинто 7 Пинто 4 | Анкара арена, Анкара Гледаоци: 450 Судије: Јасмина Јурас , Тони Калдвел , Роберто Кјари |  |

| 1. октобар 2014 20:30 | Извештај | Србија                                                                     | 86 : 79 | Куба                       | Абди Ипекчи Арена, Истанбул Гледаоци: 350 Судије: Рено Гелер , Карен Лазик , Гиљерме Локатели |  |
| 1. октобар 2014 20:30 | Извештај | Четвртине: 16-23, 26-16, 18-23, 26-17                                      |         |                            | Абди Ипекчи Арена, Истанбул Гледаоци: 350 Судије: Рено Гелер , Карен Лазик , Гиљерме Локатели |  |
| 1. октобар 2014 20:30 | Извештај | Поени: A. Дабовић 21 Скокови: Миловановић 9 Асистенције: четири играчице 4 |         | Сепеда 18 Сепеда 8 Гелис 8 | Абди Ипекчи Арена, Истанбул Гледаоци: 350 Судије: Рено Гелер , Карен Лазик , Гиљерме Локатели |  |

### Четвртфинале
| 3. октобар 2014 15:15 | Извештај | Шпанија                                                       | 71 : 55 | Кина                                    | Улкер спорт арена, Истанбул Гледаоци: 700 Судије: Ким Бо-Ху , Фернандо Сампјетро , Роберто Оливерос |  |
| 3. октобар 2014 15:15 | Извештај | Четвртине: 20-9, 15-8, 21-18, 15-20                           |         |                                         | Улкер спорт арена, Истанбул Гледаоци: 700 Судије: Ким Бо-Ху , Фернандо Сампјетро , Роберто Оливерос |  |
| 3. октобар 2014 15:15 | Извештај | Поени: Литл 24 Скокови: Николс 14 Асистенције: две играчице 5 |         | две играчице 10 Гао Сонг 8 Јанг Ливеи 5 | Улкер спорт арена, Истанбул Гледаоци: 700 Судије: Ким Бо-Ху , Фернандо Сампјетро , Роберто Оливерос |  |

| 3. октобар 2014 18:00 | Извештај | Турска                                                       | 62 : 61 | Србија                              | Улкер спорт арена, Истанбул Гледаоци: 9.500 Судије: Јакуб Замојски , Роберто Кјари , Елена Чернова |  |
| 3. октобар 2014 18:00 | Извештај | Четвртине: 18-13, 6-17, 17-10, 21-21                         |         |                                     | Улкер спорт арена, Истанбул Гледаоци: 9.500 Судије: Јакуб Замојски , Роберто Кјари , Елена Чернова |  |
| 3. октобар 2014 18:00 | Извештај | Поени: Прингл 14 Скокови: Прингл 19 Асистенције: Палазоглу 4 |         | М. Дабовић 18 Ајдуковић 8 Радочај 7 | Улкер спорт арена, Истанбул Гледаоци: 9.500 Судије: Јакуб Замојски , Роберто Кјари , Елена Чернова |  |

| 3. октобар 2014 13:00 | Извештај | Аустралија                                             | 63 : 52 | Канада                      | Улкер спорт арена, Истанбул Гледаоци: 500 Судије: Томас Јасивичијус , Антонио Конде , Озлем Јалман |  |
| 3. октобар 2014 13:00 | Извештај | Четвртине: 19-17, 17-7, 15-11, 12-17                   |         |                             | Улкер спорт арена, Истанбул Гледаоци: 500 Судије: Томас Јасивичијус , Антонио Конде , Озлем Јалман |  |
| 3. октобар 2014 13:00 | Извештај | Поени: Филипс 16 Скокови: Толо 9 Асистенције: Тејлор 5 |         | Ајм 11 Ајм 7 две играчице 2 | Улкер спорт арена, Истанбул Гледаоци: 500 Судије: Томас Јасивичијус , Антонио Конде , Озлем Јалман |  |

| 3. октобар 2014 20:15 | Извештај | Сједињене Државе                                         | 94 : 72 | Француска                  | Улкер спорт арена, Истанбул Гледаоци: 3.600 Судије: Адријан Нуњез , Гиљерме Локатели , Ана Пантер |  |
| 3. октобар 2014 20:15 | Извештај | Четвртине: 29-14, 24-18, 19-16, 22-24                    |         |                            | Улкер спорт арена, Истанбул Гледаоци: 3.600 Судије: Адријан Нуњез , Гиљерме Локатели , Ана Пантер |  |
| 3. октобар 2014 20:15 | Извештај | Поени: Гринер 17 Скокови: Чарлс 7 Асистенције: Таурази 6 |         | Груда 18 Груда 9 Салањак 4 | Улкер спорт арена, Истанбул Гледаоци: 3.600 Судије: Адријан Нуњез , Гиљерме Локатели , Ана Пантер |  |

### Пласман од 5. до 8. места
| 4. октобар 2014 13:00 | Извештај | Кина                                                            | 85 : 69 | Србија                                    | Улкер спорт арена, Истанбул Гледаоци: 200 Судије: Хозе Фернандез , Карен Лазик , Ејми Бонер |  |
| 4. октобар 2014 13:00 | Извештај | Четвртине: 32-22, 11-14, 21-20, 21-13                           |         |                                           | Улкер спорт арена, Истанбул Гледаоци: 200 Судије: Хозе Фернандез , Карен Лазик , Ејми Бонер |  |
| 4. октобар 2014 13:00 | Извештај | Поени: Шао Тинг 24 Скокови: Вен Лу 8 Асистенције: Менгран Сун 4 |         | М. Дабовић 12 Крњић,Ајдуковић 6 Радочај 4 | Улкер спорт арена, Истанбул Гледаоци: 200 Судије: Хозе Фернандез , Карен Лазик , Ејми Бонер |  |

| 4. октобар 2014 15:15 | Извештај | Канада                                                               | 55 : 40 | Француска                   | Улкер спорт арена, Истанбул Гледаоци: 200 Судије: Томас Јасивичијус , Озлем Јалман , Тони Калдвел |  |
| 4. октобар 2014 15:15 | Извештај | Четвртине: 15-8, 22-8, 10-16, 8-8                                    |         |                             | Улкер спорт арена, Истанбул Гледаоци: 200 Судије: Томас Јасивичијус , Озлем Јалман , Тони Калдвел |  |
| 4. октобар 2014 15:15 | Извештај | Поени: Aјм 12 Скокови: четири играчице 5 Асистенције: две играчице 4 |         | Чашуанг 12 Груда 12 Ларди 2 | Улкер спорт арена, Истанбул Гледаоци: 200 Судије: Томас Јасивичијус , Озлем Јалман , Тони Калдвел |  |

### Полуфинале
| 4. октобар 2014 18:00 | Извештај | Шпанија                                                       | 66 : 56 | Турска                          | Улкер спорт арена, Истанбул Гледаоци: 9.200 Судије: Фернандо Сампјетро , Ана Пантер , Гиљерме Локатели |  |
| 4. октобар 2014 18:00 | Извештај | Четвртине: 19-20, 9-7, 13-12, 25-17                           |         |                                 | Улкер спорт арена, Истанбул Гледаоци: 9.200 Судије: Фернандо Сампјетро , Ана Пантер , Гиљерме Локатели |  |
| 4. октобар 2014 18:00 | Извештај | Поени: Торенс 28 Скокови: Литл 12 Асистенције: три играчице 3 |         | Јилмаз,Прингл 18 Прингл 8 Албен | Улкер спорт арена, Истанбул Гледаоци: 9.200 Судије: Фернандо Сампјетро , Ана Пантер , Гиљерме Локатели |  |

| 4. октобар 2014 20:15 | Извештај | Аустралија                                                     | 70 : 82 | Сједињене Државе       | Улкер спорт арена, Истанбул Гледаоци: 3.600 Судије: Ванг Зебо , Роберт Виклицки , Рено Гелер |  |
| 4. октобар 2014 20:15 | Извештај | Четвртине: 16-19, 14-23, 22-19, 18-21                          |         |                        | Улкер спорт арена, Истанбул Гледаоци: 3.600 Судије: Ванг Зебо , Роберт Виклицки , Рено Гелер |  |
| 4. октобар 2014 20:15 | Извештај | Поени: Филипс 19 Скокови: две играчице 6 Асистенције: Тејлор 4 |         | Чарлс 18 Чарлс 9 Мур 5 | Улкер спорт арена, Истанбул Гледаоци: 3.600 Судије: Ванг Зебо , Роберт Виклицки , Рено Гелер |  |

### Меч за 7. место
| 5. октобар 2014 13:00 | Извештај | Србија                                                          | 74 : 88 | Француска                                    | Улкер спорт арена, Истанбул Гледаоци: 200 Судије: Роберт Виклицки , Снехал Бендке , Бабкар Гуај |  |
| 5. октобар 2014 13:00 | Извештај | Четвртине: 20-19, 14-22, 19-19, 21-28                           |         |                                              | Улкер спорт арена, Истанбул Гледаоци: 200 Судије: Роберт Виклицки , Снехал Бендке , Бабкар Гуај |  |
| 5. октобар 2014 13:00 | Извештај | Поени: А. Дабовић 19 Скокови: Крњић 6 Асистенције: А. Дабовић 4 |         | Ката-Читига 16 Ката-Читига 13 три играчице 5 | Улкер спорт арена, Истанбул Гледаоци: 200 Судије: Роберт Виклицки , Снехал Бендке , Бабкар Гуај |  |

### Меч за 5. место
| 5. октобар 2014 15:15 | Извештај | Кина                                                                | 53 : 61 | Канада                        | Улкер спорт арена, Истанбул Гледаоци: 250 Судије: Абделазис Абази , Адријан Нуњез , Карол Делон |  |
| 5. октобар 2014 15:15 | Извештај | Четвртине: 15-13, 11-19, 15-14, 12-15                               |         |                               | Улкер спорт арена, Истанбул Гледаоци: 250 Судије: Абделазис Абази , Адријан Нуњез , Карол Делон |  |
| 5. октобар 2014 15:15 | Извештај | Поени: Шао Тинг 12 Скокови: две играчице 7 Асистенције: Фенг Ченг 2 |         | Гочер 16 Ајм 9 три играчице 3 | Улкер спорт арена, Истанбул Гледаоци: 250 Судије: Абделазис Абази , Адријан Нуњез , Карол Делон |  |

### Меч за 3. место
| 5. октобар 2014 18:00 | Извештај | Турска                                                      | 44 : 74 | Аустралија               | Улкер спорт арена, Истанбул Гледаоци: 7.000 Судије: Антонио Конде , Ејми Бонер , Роберто Оливерос |  |
| 5. октобар 2014 18:00 | Извештај | Четвртине: 4-17, 15-21, 7-16, 18-20                         |         |                          | Улкер спорт арена, Истанбул Гледаоци: 7.000 Судије: Антонио Конде , Ејми Бонер , Роберто Оливерос |  |
| 5. октобар 2014 18:00 | Извештај | Поени: Јилмаз 13 Скокови: Прингл 8 Асистенције: Палазоглу 4 |         | Толо 21 Бртон 7 Тејлор 9 | Улкер спорт арена, Истанбул Гледаоци: 7.000 Судије: Антонио Конде , Ејми Бонер , Роберто Оливерос |  |

### Финале
| 5. октобар 2014 20:15 | Извештај | Шпанија                                                     | 64 : 77 | Сједињене Државе         | Улкер спорт арена, Истанбул Гледаоци: 5.600 Судије: Јасмина Јурас , Карен Лазик , Роберто Кјари |  |
| 5. октобар 2014 20:15 | Извештај | Четвртине: 17-28, 12-20, 19-19, 16-10                       |         |                          | Улкер спорт арена, Истанбул Гледаоци: 5.600 Судије: Јасмина Јурас , Карен Лазик , Роберто Кјари |  |
| 5. октобар 2014 20:15 | Извештај | Поени: Литл 16 Скокови: Николс, Литл 11 Асистенције: Литл 4 |         | Мур 18 Чарлс 8 Таурази 8 | Улкер спорт арена, Истанбул Гледаоци: 5.600 Судије: Јасмина Јурас , Карен Лазик , Роберто Кјари |  |

## Награде
| 2° место Шпанија | Победник Светског првенства у кошарци за жене 2014. САД 9° титула | 3° место Аустралија |

| Најкориснијиа играчица (МВП) |
| ---------------------------- |
| Маја Мур                     |

## Најбоља петорка првенства
- Маја Мур
- Бритни Гринер
- Алба Торенс
- Санчо Литл
- Пени Тејлор

## Коначан пласман
| Место | Тим              |
| 1     | Сједињене Државе |
| 2     | Шпанија          |
| 3     | Аустралија       |
| 4     | Турска           |
| 5     | Канада           |
| 6     | Кина             |
| 7     | Француска        |
| 8     | Србија           |
| 9     | Чешка            |
| 10    | Белорусија       |
| 11    | Куба             |
| 12    | Бразил           |
| 13    | Јужна Кореја     |
| 14    | Јапан            |
| 15    | Мозамбик         |
| 16    | Ангола           |
| ----- | ---------------- |

## Судије
Ове судије су делегиране да суде ово првенство.
| - Фернандо Сампјетро - Тони Калдвел - Рено Гелер - Гиљерме Локатели - Роберто Оливерос - Снехал Бендке - Роберто Кјари - Ким Бо-Ху - Карен Лазик - Ванг Зебо - Хозе Фернандез - Томас Јасивичијус - Ана Пантер | - Јакуб Замојски - Елена Чернова - Ејми Бонер - Бабкар Гуај - Јасмина Јурас - Абделазис Абази - Серкан Емлек - Озлем Јалман - Јенер Јилмаз - Адријан Нуњез - Карол Делон - Роберт Виклицки - Антонио Конде |